# Hybridome
Un hybridome est une cellule provenant de l'hybridation artificielle de cellules lymphoïdes normales de mammifères et de cellules myélomateuses de tumeurs malignes du système immunitaire.

## Intérêt
L'hybridome cumule des propriétés des deux cellules de départ : il réalise la production spécifique d'anticorps, comme le lymphocyte, et est immortel, comme la cellule cancéreuse.
Les hybridomes forment des lignées immortalisées stables productrices d'anticorps monoclonaux. Ils sont utilisés pour produire en grande quantité des anticorps monoclonaux, qui peuvent servir comme sondes très spécifiques. Ces anticorps peuvent être utilisés pour mesurer la concentration d'une protéine, ce qui est utile en recherche ou encore pour établir un diagnostic médical, comme par exemple dans les tests de grossesse. Ils peuvent aussi être utilisés pour produire certains médicaments à base d'anticorps monoclonaux, notamment utilisés en cancérologie (comme le trastuzumab, utilisé contre le cancer du sein) mais également dans d'autres pathologies (comme l'infliximab, utilisé contre la polyarthrite rhumatoïde et la maladie de Crohn) .
Les anticorps monoclonaux peuvent aussi être utilisés pour la purification des protéines.

## Historique
Pour diverses applications, de grandes quantités d'anticorps spécifiques et purs sont nécessaires. 
Or, en produisant des anticorps par injection d'un antigène, plusieurs lymphocyte B sont sollicités ce qui donne lieu à une hétérogénéité d'anticorps. 
En 1975, César Milstein et Georges Köhler, du Medical Research Counsil de Cambridge, en Angleterre ont cherché un moyen de produire un seul type d'anticorps. Ils ont contourné le problème d'hétérogénéité des anticorps, en isolant les cellules capables de produire l'anticorps souhaité et en cherchant à les cultiver. 
Malheureusement, les cellules capables de produire les anticorps, les plasmocytes, ne pouvaient alors pas se développer en culture. Ils ont pensé à utiliser des cellules malignes de myélomes car ce sont les cellules les plus proches des cellules voulues et qui se développent rapidement, éternellement et produisent de grandes quantités d'anticorps. Mais celles-ci ne répondent pas à un antigène particulier ; elles produisent l'anticorps du lymphocyte B normal avant que celui-ci ne devienne malin.
L'équipe de Milstein et Köhler a combiné les propriétés de ces deux cellules pour obtenir les cellules hybrides appelées hybridomes.

## Méthode[1]
La production d'hybridomes passe les étapes suivantes :
1. l'antigène est injecté dans un rat pour provoquer la prolifération des cellules produisant l'anticorps spécifique ;
2. la rate est ensuite prélevée et dissociée en cellules isolées. Ces cellules de rate peuvent synthétiser l'enzyme hypoxanthine-guanine phosphoribosyltransférase (HGPRT). Cette enzyme est nécessaire à la synthèse par la voie exogène des purines.
3. Les cellules malignes de myélomes qui elles seront déficitaires en HGPRT et prélevées à partir de la même lignée d'animaux, sont fusionnées, grâce à un agent fusinogène comme le polyéthylène glycol[2], avec les lymphocytes producteurs d'anticorps, rendant les hybrides immortels.
4. Les cellules hybrides (hybridomes) sont séparées des cellules non fusionnées en plaçant le mélange dans un milieu de culture spécifique HAT qui empêche la synthèse des purines par voie endogène. Par conséquent seuls les hybrides peuvent survivre puisque ces hybrides peuvent produire l'enzyme HGPRT grâce aux plasmocytes. Les hybridomes se développent et sont isolés par dilution limite.
5. Chaque hybridome est testé pour vérifier sa capacité à lier l'antigène ;
6. les hybridomes sont amplifiés, soit par culture cellulaire (in vitro), soit dans les liquides d'ascites (in vivo).

Les hybridomes peuvent être conservés par congélation.